# Mazarópi
Mazarópi, właściwie Geraldo Pereira de Matos Filho (ur. 27 stycznia 1953 w Além Paraíba) – brazylijski piłkarz występujący na pozycji bramkarza, trener.

## Kariera
W latach 1970-1992 występował w klubach: CR Vasco da Gama, Coritiba, Grêmio, Náutico, Figueirense i Guarany.
Po zakończeniu kariery zawodniczej jako trener prowadził takie zespoły jak: Nagoya Grampus Eight, Sapucaiense, Vilhena, Guarani i SER Santo Ângelo.